# Campionats del món de ciclisme de muntanya – Descens masculí
El Campionat del món de Descens masculí és una de les curses ciclistes que formen part dels Campionats del món de ciclisme de muntanya. La cursa està organitzada per la Unió Ciclista Internacional i es disputa anualment en un país diferent. La primera edició data del 1990. El guanyador de la prova obté el mallot irisat.

## Palmarès
| Any                   | Or               | Plata             | Bronze              |
| 1990 Durango          | Greg Herbold     | Mike Kloser       | Paul Thomasberg     |
| 1991 Ciocco           | Albert Iten      | John Tomac        | Glen Adams          |
| 1992 Bromont          | Dave Cullinan    | Jimmy Deaton      | Christian Taillefer |
| 1993 Métabief         | Mike King        | Paolo Caramellino | Myles Rockwell      |
| 1994 Vail             | François Gachet  | Tommy Johansson   | Corrado Hérin       |
| 1995 Kirchzarten      | Nicolas Vouilloz | François Gachet   | Mike King           |
| 1996 Cairns           | Nicolas Vouilloz | Shaun Palmer      | Bas De Bever        |
| 1997 Château-d'Œx     | Nicolas Vouilloz | John Tomac        | Cédric Gracia       |
| 1998 Mont Sainte-Anne | Nicolas Vouilloz | Gerwin Peters     | Mickael Pascal      |
| 1999 Åre              | Nicolas Vouilloz | Mickael Pascal    | Eric Carter         |
| 2000 Sierra Nevada    | Myles Rockwell   | Steve Peat        | Mickael Pascal      |
| 2001 Vail             | Nicolas Vouilloz | Steve Peat        | Greg Minnaar        |
| 2002 Kaprun           | Nicolas Vouilloz | Steve Peat        | Chris Kovarik       |
| 2003 Lugano           | Greg Minnaar     | Mickael Pascal    | Fabien Barel        |
| 2004 Les Gets         | Fabien Barel     | Greg Minnaar      | Sam Hill            |
| 2005 Livigno          | Fabien Barel     | Sam Hill          | Greg Minnaar        |
| 2006 Rotorua          | Sam Hill         | Greg Minnaar      | Nathan Rennie       |
| 2007 Fort William     | Sam Hill         | Fabien Barel      | Gee Atherton        |
| 2008 Val di Sole      | Gee Atherton     | Steve Peat        | Sam Hill            |
| 2009 Canberra         | Steve Peat       | Greg Minnaar      | Michael Hannah      |
| 2010 Mont Sainte-Anne | Sam Hill         | Steve Smith       | Greg Minnaar        |
| 2011 Champéry         | Danny Hart       | Damien Spagnolo   | Samuel Blenkinsop   |
| 2012 Leogang          | Greg Minnaar     | Gee Atherton      | Steve Smith         |
| 2013 Pietermaritzburg | Greg Minnaar     | Michael Hannah    | Jared Graves        |
| 2014 Hafjell          | Gee Atherton     | Josh Bryceland    | Troy Brosnan        |
| 2015 Vallnord         | Loïc Bruni       | Greg Minnaar      | Josh Bryceland      |
| 2016 Val di Sole      | Danny Hart       | Laurie Greenland  | Florent Payet       |
| 2017 Cairns           | Loïc Bruni       | Michael Hannah    | Aaron Gwin          |

## Palmarès júnior
| Any                   | Or                 | Plata              | Bronze               |
| 1990 Durango          | Joey Irwin         | David Hemming      | Dwayne Norris        |
| 1991 Ciocco           | Bruno Zanchi       | Tomàs Misser       | Verner De Ceuster    |
| 1992 Bromont          | Nicolas Vouilloz   | Tomàs Misser       | Thomas Damiami       |
| 1993 Métabief         | Nicolas Vouilloz   | Marcus Klaussman   | Karim Amour          |
| 1994 Vail             | Nicolas Vouilloz   | Pau Misser         | Cédric Gracia        |
| 1995 Kirchzarten      | Cédric Gracia      | Marcus Klaussman   | Florent Poussin      |
| 1996 Cairns           | Andy Bueler        | Cédric Gracia      | Maxime Gardella      |
| 1997 Château-d'Œx     | Mickael Pascal     | David Vázquez      | Tobias Westman       |
| 1998 Mont Sainte-Anne | Fabien Barel       | Franck Parolin     | Nathan Rennie        |
| 1999 Åre              | Nathan Rennie      | David Wardell      | Jarrod Rando         |
| 2000 Sierra Nevada    | Julien Poomans     | Michael Hannah     | Jean-Paul Labossière |
| 2001 Vail             | Ben Cory           | Julien Camellini   | Samuel Hill          |
| 2002 Kaprun           | Sam Hill           | Gee Atherton       | Justin Havukainen    |
| 2003 Lugano           | Sam Hill           | Gee Atherton       | Cyrille Kurtz        |
| 2004 Les Gets         | Romain Saladini    | Florent Payet      | Kyle Strait          |
| 2005 Livigno          | Amiel Cavalier     | Brendan Fairclough | Liam Panozzo         |
| 2006 Rotorua          | Cameron Cole       | Samuel Blenkinsop  | Antoine Badouard     |
| 2007 Fort William     | Ruaridh Cunningham | John Swanguen      | Matthew Scoles       |
| 2008 Val di Sole      | Josh Bryceland     | Sam Dale           | Rémi Thirion         |
| 2009 Canberra         | Brook MacDonald    | Shaun O'Connor     | Danny Hart           |
| 2010 Mont Sainte-Anne | Troy Brosnan       | Neko Mulally       | Lewis Buchanan       |
| 2011 Champéry         | Troy Brosnan       | David Trummer      | Guillaume Cauvin     |
| 2012 Leogang          | Loïc Bruni         | Richard Rude Jr.   | Connor Fearon        |
| 2013 Pietermaritzburg | Richard Rude Jr.   | Loris Vergier      | Michael Jones        |
| 2014 Hafjell          | Loris Vergier      | Laurie Greenland   | Jacob Dickson        |
| 2015 Vallnord         | Laurie Greenland   | Martin Maes        | Jackson Frew         |
| 2016 Val di Sole      | Finnley Iles       | Magnus Manson      | Gaëtan Vigé          |
| 2017 Cairns           | Matt Walker        | Joe Breeden        | Max Hartenstein      |